# (426) Hippo
(426) Hippo es un asteroide perteneciente al cinturón de asteroides descubierto el 25 de agosto de 1897 por Auguste Honoré Charlois desde el observatorio de Niza, Francia.
Está nombrado por Hippo Regius, antigua ciudad del norte de África.